# Leciejewo
Leciejewo – osada w Polsce położona w województwie wielkopolskim, w powiecie gostyńskim, w gminie Gostyń.
W okresie Wielkiego Księstwa Poznańskiego (1815-1848) miejscowość wzmiankowana jako Lecejewo należała do wsi mniejszych w ówczesnym pruskim powiecie Kröben (krobskim) w rejencji poznańskiej. Lecejewo należało do okręgu gostyńskiego tego powiatu i stanowiło część majątku Grabonóg, którego właścicielem był wówczas (1846) Wilkoński. Według spisu urzędowego z 1837 roku wieś liczyła 7 mieszkańców, którzy zamieszkiwali jeden dym (domostwo).
W latach 1975–1998 miejscowość należała administracyjnie do województwa leszczyńskiego.